# Arcisses (gmina)
Arcisses – gmina we Francji, w Regionie Centralnym, w departamencie Eure-et-Loir. W 2013 roku liczba ludności wynosiła 2347 mieszkańców. 
Gmina została utworzona 1 stycznia 2019 roku z połączenia trzech ówczesnych gmin: Brunelles, Coudreceau oraz Margon. Siedzibą gminy została miejscowość Margon. 